# Hampton (Wirginia)
Hampton – miasto w Stanach Zjednoczonych, w stanie Wirginia, przy ujściu rzeki James do zatoki Chesapeake, w zespole miejskim Newport News-Hampton. Około 134,5 tys. mieszkańców.
W mieście rozwinął się przemysł materiałów budowlanych, chemiczny oraz rybny.

## Miasta partnerskie
- Southampton,  Wielka Brytania
- Vendôme,  Francja
- Pietermaritzburg,  Południowa Afryka
- Anyang,  Korea Południowa